# Kreis Randow
Der Kreis Randow war bis 1939 ein preußischer Landkreis in der Provinz Pommern. Sein Name war dem Fluss Randow entlehnt, der im Westen eine natürliche Kreisgrenze bildete. Der Kreis umfasste das zwischen der Randow und der Oder gelegene Umland der pommerschen Hauptstadt Stettin und kleinere Gebiete östlich der Oder. Seine Kreisstadt war die Stadt Stettin, die von 1818 bis 1826 und seit 1857 nicht mehr zum Kreis gehörte. Nach Beendigung der Kampfhandlungen im Zweiten Weltkrieg wurde der östliche Teil des früheren Kreisgebiets mit Ausnahme militärischer Sperrzonen seitens der sowjetischen Besatzungsmacht der Volksrepublik Polen  zur Verwaltung unterstellt. Aus dem in Deutschland verbliebenen Teil des früheren Kreisgebiets wurde 1945 erneut ein Landkreis Randow in Mecklenburg-Vorpommern gebildet, der 1950 endgültig aufgelöst wurde.

## Verwaltungsgeschichte

### Preußen

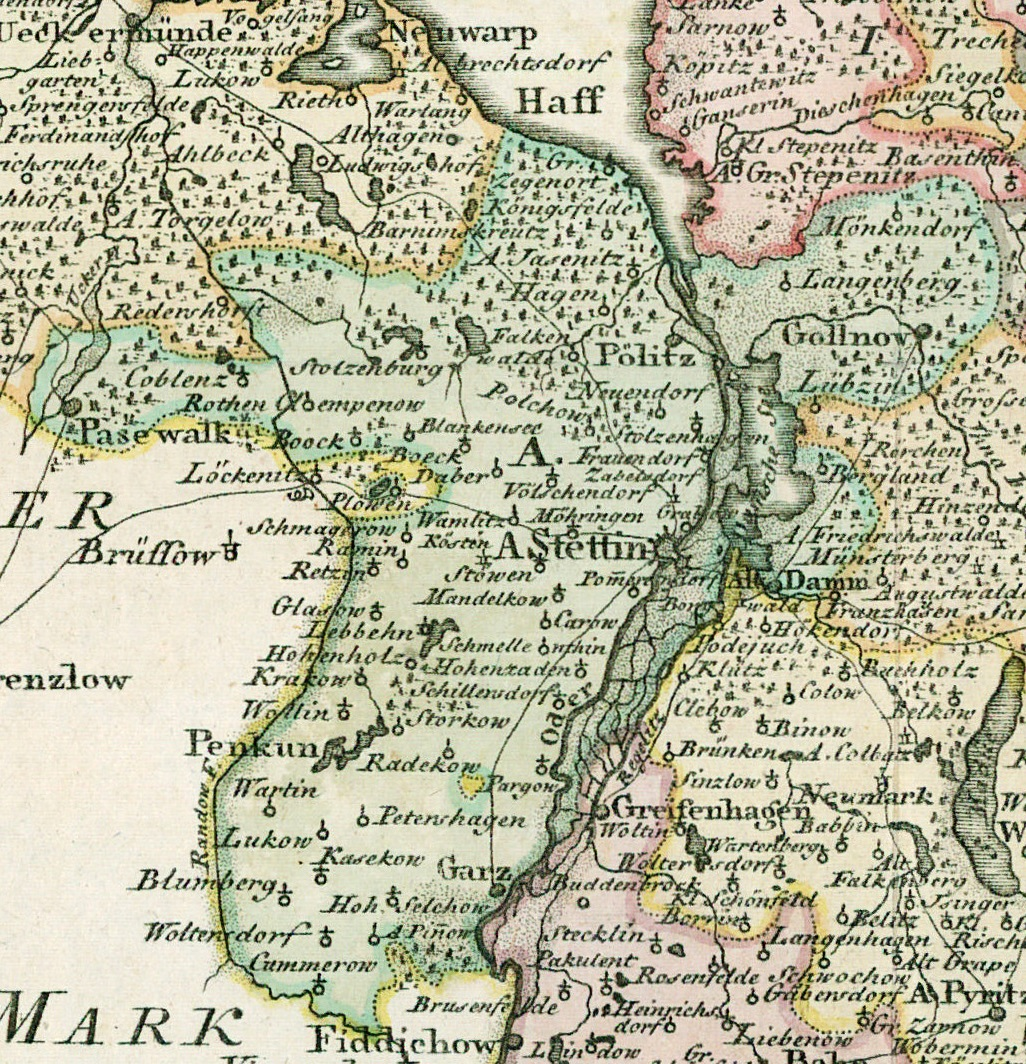
Der Kreis Randow 1794

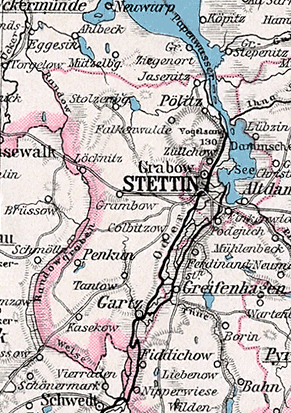
Der Kreis Randow 1905

Altvorpommern, das 1720 an Preußen gefallen war, war im 18. Jahrhundert in die fünf Kreise Anklam, Demmin, Randow, Usedom und Wollin gegliedert. Zum Kreis Randow gehörten damals die sieben Städte Altdamm, Gartz an der Oder, Gollnow, Pasewalk, Penkun, Pölitz und Stettin, die drei königlichen Ämter Jasenitz, Pinnow und Stettin sowie zahlreiche adlige Dörfer und Güter.
Bei der Kreisreform von 1818 im Regierungsbezirk Stettin wurde die Abgrenzung des Kreises Randow geändert:
- Die Stadt Pasewalk mitsamt den umliegenden Dörfern und der Nordteil des Amtes Jasenitz kamen zum neuen Kreis Ueckermünde.
- Die Stadt Gollnow mitsamt den umliegenden Dörfern kam zum Kreis Naugard.
- Die Städte Altdamm und Stettin sowie mehrere Dörfer in ihrer Umgebung bildeten den neuen Stadtkreis Stettin.
- Zum Kreis Randow kam das östlich der Randow gelegene Gebiet rund um Löcknitz, das zur Provinz Brandenburg gehört hatte.

Das Landratsamt des Kreises Randow befand sich in der Stadt Stettin. Am 26. September 1826 wurde der 1818 gebildete Stadtkreis Stettin aufgelöst und wieder in den Kreis Randow einbezogen.
Die Gemeinde Grabow erhielt 1853 das Stadtrecht. Am 16. März 1857 schied Stettin wieder aus dem Kreis Randow aus und bildete seitdem einen eigenen Stadtkreis. Seit dem 1. Juli 1867 gehörte der Kreis als Teil Preußens zum Norddeutschen Bund und ab dem 1. Januar 1871 zum Deutschen Reich. Der Kreis umfasste 1871 die fünf Städte Altdamm, Gartz an der Oder, Grabow, Penkun und Pölitz, 109 Landgemeinden und 69 Gutsbezirke.
Zum 1. April 1900 schieden die Stadt Grabow sowie die Landgemeinden Bredow und Nemitz aus dem Kreis Randow aus und wurden in den Stadtkreis Stettin eingegliedert. Im Jahre 1911 folgten die Gutsbezirke Eckerberg, Schwarzow und Zabelsdorf.
Zum 30. September 1928 fand im Kreis Randow wie im übrigen Freistaat Preußen eine Gebietsreform statt, bei der fast alle Gutsbezirke aufgelöst und benachbarten Landgemeinden zugeteilt wurden. 1939 umfasste der Kreis die vier Städte Altdamm, Gartz an der Oder, Penkun und Pölitz, 109 weitere Gemeinden und vier gemeindefreie Gutsbezirke.
Am 15. Oktober 1939 fand im Raum Stettin eine Gebietsreform statt, in deren Rahmen der Kreis Randow aufgelöst und wie folgt aufgeteilt wurde:
- In den Stadtkreis Stettin wurden eingegliedert die Städte Altdamm und Pölitz, die Gemeinden Alt Leese, Brunn, Buchholz, Finkenwalde, Frauendorf, Gotzlow, Güstow, Hohenzahden, Karow, Klein Reinkendorf, Kreckow, Kurow, Mandelkow, Messenthin, Möhringen, Neuendorf, Niederzahden, Odermünde, Podejuch, Polchow, Pommerensdorf, Pritzlow, Scheune, Stöven, Stolzenhagen, Völschendorf, Warsow, Wussow, Zedlitzfelde und Züllchow sowie die Gutsbezirke Forst Buchheide und Dammscher See.

- Zum Kreis Greifenhagen kamen die Städte Gartz a./Oder und Penkun sowie die Gemeinden Barnimslow, Blumberg, Casekow, Damitzow, Friedrichsthal i. Pom., Geesow, Glasow, Grünz, Hohenholz, Hohenreinkendorf, Hohenselchow, Jamikow, Kolbitzow, Krackow, Kummerow, Kunow, Ladenthin, Lebehn, Luckow, Mescherin, Nadrensee, Pargow, Petershagen, Pinnow, Pomellen, Rosow, Schillersdorf, Schmellenthin, Schönfeld, Schöningen, Schönow, Sommersdorf, Storkow, Tantow, Wartin, Wollin und Woltersdorf.

- Zum Kreis Naugard kamen die Gemeinden Arnimswalde, Bergland, Friedrichsdorf, Hornskrug, Langenberg, Oberhof, Schwabach, Schwankenheim, Wilhelmsfelde und Wolfshorst.

- Zum Kreis Ueckermünde kamen die Gemeinden Armenheide, Bismark, Blankensee, Boblin, Böck, Boock, Daber, Dorotheenwalde, Falkenwalde, Glashütte, Gorkow, Grambow, Günnitz, Hagen, Jasenitz, Köstin, Laack, Lienken, Löcknitz, Mewegen, Nassenheide, Neuenkirchen, Pampow, Plöwen, Ramin, Retzin, Rothenklempenow, Schwennenz, Sonnenberg, Stolzenburg, Trestin und Wamlitz sowie die Forst-Gutsbezirke Falkenwalde und Stolzenburg.

### SBZ und DDR 1945 bis 1950
Nach dem Ende des Zweiten Weltkrieges wurde im Sommer 1945 in der SBZ aus dem westlich der Oder-Neiße-Linie liegenden Gebiet der Kreise Greifenhagen und Ueckermünde, das bis 1939 zum Kreis Randow gehört hatte, ein neuer Landkreis Randow gebildet. Der erste Landrat war Erich Spiegel, der zunächst als Landrat von Groß-Stettin den Kreis von Stettin aus verwaltete und nach der Übergabe Stettins an Polen durch die Sowjetunion am 5. Juli 1945 das Landratsamt nach Hohenholz, nördlich von Penkun, verlegte. Spiegel amtierte bis August 1945 und wurde dann durch Landrat Geiß abgelöst, der das Landratsamt im Oktober 1945 nach Löcknitz verlegte.
Bei der DDR-Kreisreform 1950 wurde der Landkreis Randow endgültig aufgelöst und wie folgt aufgeteilt:
- Die Stadt Gartz a./Oder sowie die Gemeinden Blumberg, Casekow, Damitzow, Friedrichsthal i. Pom., Geesow, Hohenreinkendorf, Hohenselchow, Jamikow, Kummerow, Kunow, Luckow, Mescherin, Petershagen, Pinnow, Rosow, Schönfeld, Schönow, Tantow, Wartin und Woltersdorf kamen zum Landkreis Angermünde im damaligen Land Brandenburg.
- Die Gemeinden Bismark, Blankensee, Boock, Gorkow, Grambow, Löcknitz, Mewegen, Pampow, Plöwen, Ramin, Retzin, Rothenklempenow, Schwennenz und Sonnenberg kamen zum Landkreis Pasewalk im damaligen Land Mecklenburg.
- Die Stadt Penkun sowie die Gemeinden Glasow, Grünz, Hohenholz, Krackow, Ladenthin, Lebehn, Nadrensee, Pomellen, Sommersdorf, Storkow und Wollin kamen zum Landkreis Prenzlau im damaligen Land Brandenburg.

Am 11. Juni 1951 wurde ein Gebiet des ehemaligen Landkreises im Bereich Staffelde von rund 75 Hektar im Austausch für eine Gebietsabtretung auf der Insel Usedom zugunsten Polens (Swinemünder Sack mit dem Wasserwerk Świnoujście) von Polen an die DDR abgetreten.

### Gegenwart
Der Südteil des ehemaligen Kreisgebietes rund um die Stadt Gartz (Oder) gehört heute zum brandenburgischen Landkreis Uckermark und der Nordwestteil zum Landkreis Vorpommern-Greifswald in Mecklenburg-Vorpommern. Der nordöstliche Teil des ehemaligen Kreisgebietes wurde nach Kriegsende 1945 unter polnische Verwaltung gestellt und gehört heute zur Stadt Stettin und zum Powiat Policki in der Woiwodschaft Westpommern.

## Einwohnerentwicklung
| Jahr | Einwohner | Quelle |
| ---- | --------- | ------ |
| 1797 | 56.685    | [ 12 ] |
| 1846 | 107.233   | [ 13 ] |
| 1871 | 89.809    | [ 6 ]  |
| 1890 | 115.412   | [ 9 ]  |
| 1900 | 94.859    | [ 9 ]  |
| 1910 | 96.506    | [ 9 ]  |
| 1925 | 107.730 1 | [ 14 ] |
| 1933 | 113.276   | [ 9 ]  |
| 1939 | 133.000   | [ 9 ]  |
| 1946 | 42.383    | [ 15 ] |

## Politik

### Kommunalverfassung
Die Kreis Randow gliederte sich in Städte, in Landgemeinden und – bis zu deren nahezu vollständigen Auflösung im Jahre 1928 – in Gutsbezirke. Mit Einführung des preußischen Gemeindeverfassungsgesetzes vom 15. Dezember 1933 gab es ab dem 1. Januar 1934 eine einheitliche Kommunalverfassung für alle preußischen Gemeinden. Mit Einführung der Deutschen Gemeindeordnung vom 30. Januar 1935 trat zum 1. April 1935 im Deutschen Reich eine einheitliche Kommunalverfassung in Kraft, wonach die bisherigen Landgemeinden nun als Gemeinden bezeichnet wurden. Eine neue Kreisverfassung wurde nicht mehr geschaffen; es galt weiterhin die Kreisordnung für die Provinzen Ost- und Westpreußen, Brandenburg, Pommern, Schlesien und Sachsen vom 19. März 1881.

### Landräte
| - 1732–17420 Jürgen Bernd von Ramin (1693–1775) - 1743–17540 Carl Friedrich von Sydow (1698–1763) - 1754–17670 George Wilhelm von Sydow (1699–1767) - 1767–17770 Carl Bogislav von Ramin (1716–?) - 1777–17950 Carl von Massow (1735–1807) - 1795–18320 Karl Georg Wilhelm von Krause (1761–1832) - 1833–18370 Matthias von Köller (1797–1883) - 1837–18390 Eugen von Puttkamer (1800–1874) (...) - 1849–18510 von Petersdorff (kommissarisch) - 1851–18520 Christoph von Poniński (1802–1876) - 1852–18550 Jérôme von Schlotheim (1809–1882) - 1855–18610 von Ramin | - 1863–18730 Otto Stavenhagen (1831–1874) - 1873–19000 Heinrich von Manteuffel (1833–1900) - 1900–19040 Kuno von Westarp (1864–1945) - 1904–19090 Goede - 1909–19120 Helmuth von Brüning (1870–1922) - 1912–19170 Wilhelm Peters - 1917–19210 Carl Wilhelm Tewaag (1887–1971) - 1921–99990 Rudolf Junkermann (1887–1956) (vertretungsweise) - 1921–19230 Hans Poeschel (1881–1960) - 1923–19240 Ernst von Harnack (1888–1945) - 1924–19360 Friedrich Schöne (1882–1963) - 1937–19390 Richard von Winterfeld (1884–1965) |

## Amtsbezirke, Städte und Gemeinden

### Amtsbezirke
Die Landgemeinden des Kreises waren in den 1930er Jahren in 25 Amtsbezirke  gegliedert:
| - Amtsbezirk Bergland - Amtsbezirk Daber - Amtsbezirk Dammscher See - Amtsbezirk Finkenwalde - Amtsbezirk Gartz-Land - Amtsbezirk Glasow - Amtsbezirk Gut Falkenwalde - Amtsbezirk Hohenreinkendorf - Amtsbezirk Jasenitz | - Amtsbezirk Kasekow - Amtsbezirk Löcknitz - Amtsbezirk Mescherin - Amtsbezirk Nassenheide - Amtsbezirk Neuenkirchen - Amtsbezirk Penkun-Land - Amtsbezirk Pölitz-Land - Amtsbezirk Rothenklempenow - Amtsbezirk Scheune | - Amtsbezirk Schwabach - Amtsbezirk Schöningen - Amtsbezirk Stolzenburg - Amtsbezirk Stolzenhagen - Amtsbezirk Warsow - Amtsbezirk Zahden - Amtsbezirk Züllchow |

Die Städte des Kreises waren amtsfrei.

### Städte und Gemeinden 1939
Vor seiner Auflösung im Jahre 1939 umfasste der Kreis die folgenden Städte und Gemeinden:
| - Altdamm, Stadt - Alt Leese - Armenheide - Arnimswalde - Barnimslow - Bergland - Bismark - Blankensee - Blumberg - Boblin - Böck - Boock - Brunn - Buchholz - Casekow - Daber - Damitzow - Dorotheenwalde - Falkenwalde - Finkenwalde - Frauendorf - Friedrichsdorf - Friedrichsthal i. Pom. - Gartz a./Oder, Stadt - Geesow - Glashütte - Glasow - Gorkow - Gotzlow | - Grambow - Grünz - Günnitz - Güstow - Hagen - Hohenholz - Hohenreinkendorf - Hohenselchow - Hohenzahden - Hornskrug - Jamikow - Jasenitz - Karow - Klein Reinkendorf - Köstin - Kolbitzow - Krackow - Kreckow - Kummerow - Kunow - Kurow - Laack - Ladenthin - Langenberg - Lebehn - Lienken - Löcknitz - Luckow - Mandelkow | - Mescherin - Messenthin - Mewegen - Möhringen - Nadrensee - Nassenheide - Neuendorf - Neuenkirchen - Niederzahden - Oberhof - Odermünde - Pampow - Pargow - Penkun, Stadt - Petershagen - Pinnow - Plöwen - Podejuch - Polchow - Pölitz, Stadt - Pomellen - Pommerensdorf - Pritzlow - Ramin - Retzin - Rosow - Rothenklempenow - Scheune - Schillersdorf | - Schmellenthin - Schönfeld - Schöningen - Schönow - Schwabach - Schwankenheim - Schwennenz - Sommersdorf - Sonnenberg - Stöven - Stolzenburg - Stolzenhagen - Storkow - Tantow - Trestin - Völschendorf - Wamlitz - Warsow - Wartin - Wilhelmsfelde - Wolfshorst - Wollin - Woltersdorf - Wussow - Zedlitzfelde - Züllchow |

Zum Kreis Randow gehörten 1939 außerdem die gemeindefreien Gutsbezirke Forst Buchheide, Dammscher See, Forst Falkenwalde und Forst Stolzenburg. Gellin wurde schon vor 1939 nach Bismark eingemeindet, nachfolgend nach Ramin.

### Städte und Gemeinden 1945 bis 1950
Zwischen 1945 und 1950 umfasste der wiedergegründete Landkreis Randow die folgenden Städte und Gemeinden:
| - Battinsthal - Biesendahlshof - Bismark - Blankensee - Blumberg - Boock - Casekow - Damitzow - Friedrichsthal - Gartz a./Oder, Stadt - Geesow - Glasow - Gorkow | - Grambow - Grünz - Heinrichshof - Hohenholz - Hohenreinkendorf - Hohenselchow - Jamikow - Krackow - Kummerow - Kunow - Ladenthin - Lebehn - Löcknitz | - Luckow - Mescherin - Mewegen - Nadrensee - Neurochlitz - Pampow - Penkun, Stadt - Petershagen - Pinnow - Plöwen - Pomellen - Radekow - Ramin | - Retzin - Rosow - Rothenklempenow - Schönfeld - Schönow - Schwennenz - Sommersdorf - Sonnenberg - Storkow - Tantow - Wartin - Wollin - Woltersdorf |

### Vor 1939 aufgelöste oder ausgeschiedene Gemeinden
- Brachhorst, ca. 1929 zu Langenberg
- Bredow, am 1. April 1900 zu Stettin
- Damuster, am 1. Oktober 1937 zu Jasenitz
- Duchow, am 1. Oktober 1937 zu Jasenitz
- Friedensburg, ca. 1929 zu Podejuch
- Glienken, vor 1908 zu Stolzenhagen
- Grabow, Stadt, am 1. April 1900 zu Stettin
- Grenzdorf, vor 1929 zu Köstin
- Heinrichshof, ca. 1929 zu Hohenselchow
- Kratzwiek, vor 1908 zu Stolzenhagen
- Langenstücken, am 1. Oktober 1937 zu Jasenitz
- Nemitz, am 1. April 1900 zu Stettin
- Neuenfeld, ca. 1929 zu Nadrensee
- Rosengarten, am 1. Oktober 1937 zu Altdamm
- Wenkendorf, am 1. Oktober 1937 zu Jasenitz

### Namensänderungen
- Radekow, am 19. Juni 1935 umbenannt in Tantow
- Scholwin, 1929 umbenannt in Odermünde
- Staffelde, am 1. April 1936 umbenannt in Pargow

## Verkehr
Von der preußischen Landeshauptstadt führte 1843 die erste Strecke der Berlin-Stettiner Eisenbahn in die pommersche Provinzhauptstadt >110.0<. Von hier aus ging es 1846 weiter nach Hinterpommern in Richtung Stargard >111.0<. 1863 konnte man mit der Bahn Richtung Vorpommern nach Pasewalk fahren >105.0<.
Oderaufwärts nahm 1877 die Breslau-Schweidnitz-Freiburger Eisenbahn-Gesellschaft eine Verbindung bis Küstrin in Betrieb >122.0<. Schließlich zweigte von der Stargarder Trasse in Altdamm die Strecke der Altdamm-Colberger Eisenbahn-Gesellschaft zur hinterpommerschen Ostseeküste ab >111.c<.
Für die Preußische Staatsbahn blieb dann noch die Aufgabe, 1898 eine Nebenbahn von Stettin auf dem linken Oderufer bis Jasenitz und 1910 weiter bis Ziegenort zu bauen >110.m<. Die Stadt Gartz (Oder) bekam 1913 eine Verbindung nach Tantow an der Berliner Hauptbahn >110.f<.
Die Kreise Randow und Ueckermünde beteiligten sich auch an der Gründung von Kleinbahnunternehmungen. 1897 führte die Randower Kleinbahn AG ihre Strecke zunächst von Stöven im Westen Stettins bis zur Stolzenburger Glashütte im Kreis Randow und dann 1906 bis Neuwarp am Großen Haff im Kreis Ueckermünde >113.g<. Der Süden des Kreises mit dem Randowbruch wurde 1899 von der schmalspurigen Linie der Kleinbahn Casekow–Penkun–Oder erschlossen, die parallel zur Berlin-Stettiner Eisenbahn verlief >113.f<.